# Zamarada adumbrata
Zamarada adumbrata là một loài bướm đêm trong họ Geometridae.